# ピンハネ
ピンハネ（ぴんはね、ピン撥ね、英語: pinning）とは、ある商品やサービスを提供時に、実際の提供者と最終消費者の間に介在する第三者が、そこから不当に高い手数料を取得する行為のことである。
たとえば「売上金からピンハネする」などのように使われ、「上前をはねる」とも表現される。
他人の稼ぎをはねるという意味からは、広く手数料や税金などもこれに当たるとする見解も存在する。
またこの語は、自らは何も苦労せずに他人の利益を横取りする、暴利をむさぼるといった悪いイメージや、阿漕（あこぎ）なイメージを伴って使われることが多い。
老人ホームや障害者施設などでも親族からの仕送りなどを施設関係者が入居者からピンハネするケースは一定数あるとされる。
マージン手数料が仲介業者の実務負担に見合う場合、売上の数パーセント程度と小さい場合、かつ契約書などで事前に金額や割合を明記したうえで行われる場合、「ピンハネ」とはされない。

## 真逆の「中抜き」との誤用
「中抜き」という言葉を「ピンハネ」の意味で使う者がいるが、これは明らかな誤用であるため注意が必要である。「中抜き」とは、「商品の流通において、卸売業者などの中間業者を通さずに、生産者と小売業者または消費者が直接取引を行うこと」を指す言葉であり、むしろ正反対の意味を持っている。

## 語源
「ピン」の語源を、1割の上前を意味するポルトガル語の「pinta」だとする説がある。ピンをはねる、すなわち搾取するために「ピンハネ」と呼ばれる。賭博用語でも「1」を「ピン」と呼ぶ。
古来、搾取する「中間」の側がやくざなどの非合法組織または公務員、企業、団体の場合が多く、また、一般にそれを悪とする風潮が最近に至るまでなかったこと、取り締まる法律が整備されていなかったことなどがあいまり、一切改善されないまま現在まで続いてきたた。
利ざやの搾取、および搾取できる金額や割合は法的に制限されていないため、搾取する側の都合によって大きく異なるが、50％を超えることも珍しくない。また、建設業においては古くから元請けが下請けに丸投げし、監理もせず利益のみを得る手法が伝統的に行われてきた。暴力団では上部組織が下部組織より上納金を徴収することによってピラミッド型の組織が維持される。一般には「上納金」と呼ばれるが、表向きでは「会費」「交際費」などの名目で徴収される。通常は幹部、平組員、舎弟など格付により月額が決められ毎月、「寄り合い」と呼ばれる定例会の際に徴収される。
中国では、5次下請けの殺し屋の男が割に合わない（元は200万人民元だったが5次では10万元に）と標的の男に死んだふりをさせ逮捕され6人が実刑判決を受けた。依頼者と下請けに出した殺し屋は2020年のイグノーベル経営者賞を受賞した。

## ピンハネ事例

### 慰安婦支援団体
韓国では、聖域化して批判がタブーとなっていた慰安婦支援団体(ナヌムの家、正義記憶連帯)が2020年の「寄付金が元慰安婦のために使われていない」「30年間も利用され、だまされてきた」との告発によって、大規模な寄付金ピンハネ、認知症時の財産搾取、公金搾取をしていたことが韓国メディアで報道されるようになった。ナヌムの家は元慰安婦らを外出を許さず監禁状態にしていること、「元慰安婦の生活や福祉、証言活動」などのために募った寄付金約88億ウォン（約7億8千万円）のうち僅か2.3%以外を寄付目的外のためにピンハネした。正義記憶連帯の場合は、寄付金の約98%をピンハネ搾取しており、それを報じた朝鮮日報にスラップ訴訟をしかけたが敗訴した。